# 保土原行藤
保土原 行藤（ほどはら ゆきふじ/ぎょうとう）は、戦国時代から江戸時代前期にかけての武将。二階堂氏、伊達氏の家臣。陸奥国保土原館主。

## 略歴
保土原氏は二階堂氏の庶流。二階堂盛藤の次男・藤顕が岩瀬郡保土原に住して保土原に改姓したとしたという。
永禄3年(1560年）、二階堂氏家臣・須田盛秀の調略で、白河結城氏から二階堂氏に寝返った新城備後守と須田源次郎に白河結城氏当主・結城晴綱が討伐軍を送った際、二階堂氏側の援軍として派遣された。行藤は結城氏方を散々に打ち破り、先陣の白石刑部大輔は戦死、大将・新小萱篤綱にも重傷を負わせ、撤退させた。
天正9年（1581年）、主家である二階堂氏の当主・二階堂盛義が死去すると、盛義の正室・大乗院が城主となる。この頃から主家と伊達氏との対立が深まるが、二階堂氏家中では、実務を代行する須賀川城代・須田盛秀ら佐竹氏との連携推進派と行藤ら伊達氏との連携を主張する一派に分裂していた。天正17年（1589年）、伊達政宗の須賀川攻めに際して行藤は政宗に内応し、須賀川城攻めの先陣を務めた。須賀川城落城後、矢田野義正の篭る大里城攻めにも参加した。その後、伊達氏の家臣として朝鮮出兵に従い大坂の陣では功を上げ、伊達準一家（329石）に列した。
和歌に優れ、政宗に和歌を詠んで贈ったほか、茶道にも嗜みの深い風雅数寄の人物で、政宗と書状のやり取りを盛んに行うなど政宗にその才能を敬われたという。